# Justicia brandegeeana
Justicia brandegeeana là một loài thực vật có hoa trong họ Ô rô. Loài này được Wassh. & L.B.Sm. mô tả khoa học đầu tiên năm 1969.

## Hình ảnh

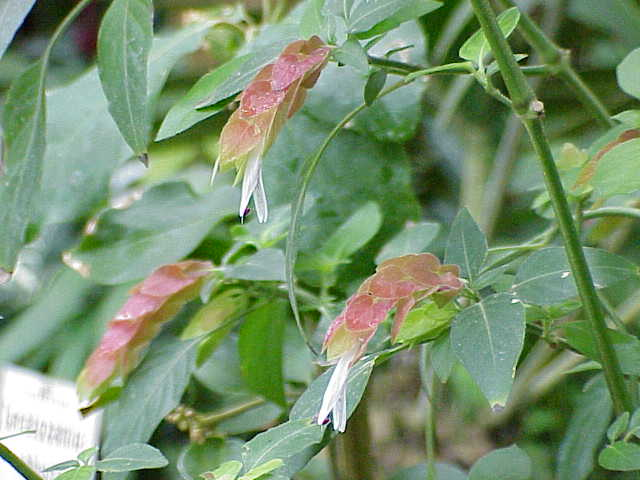
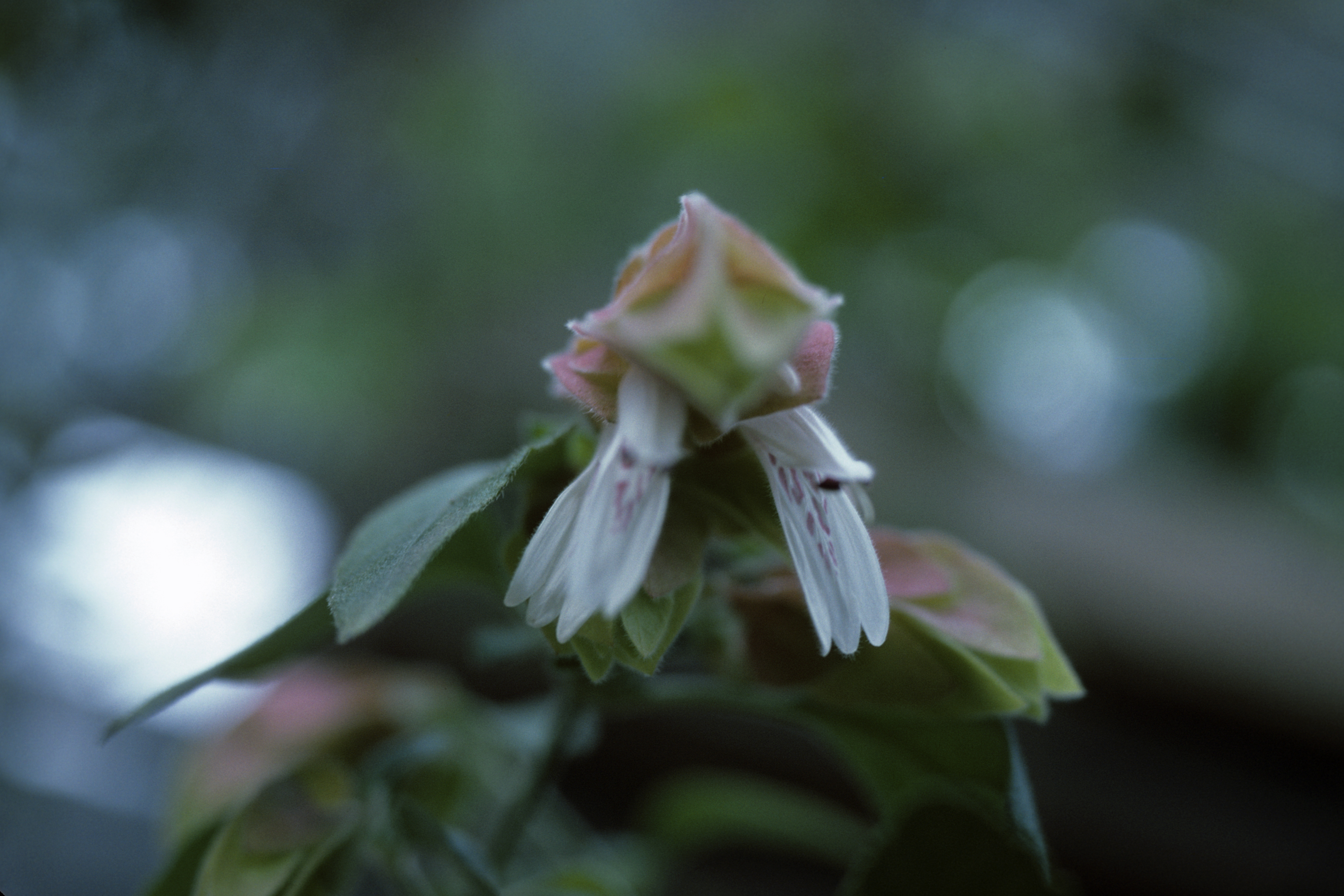
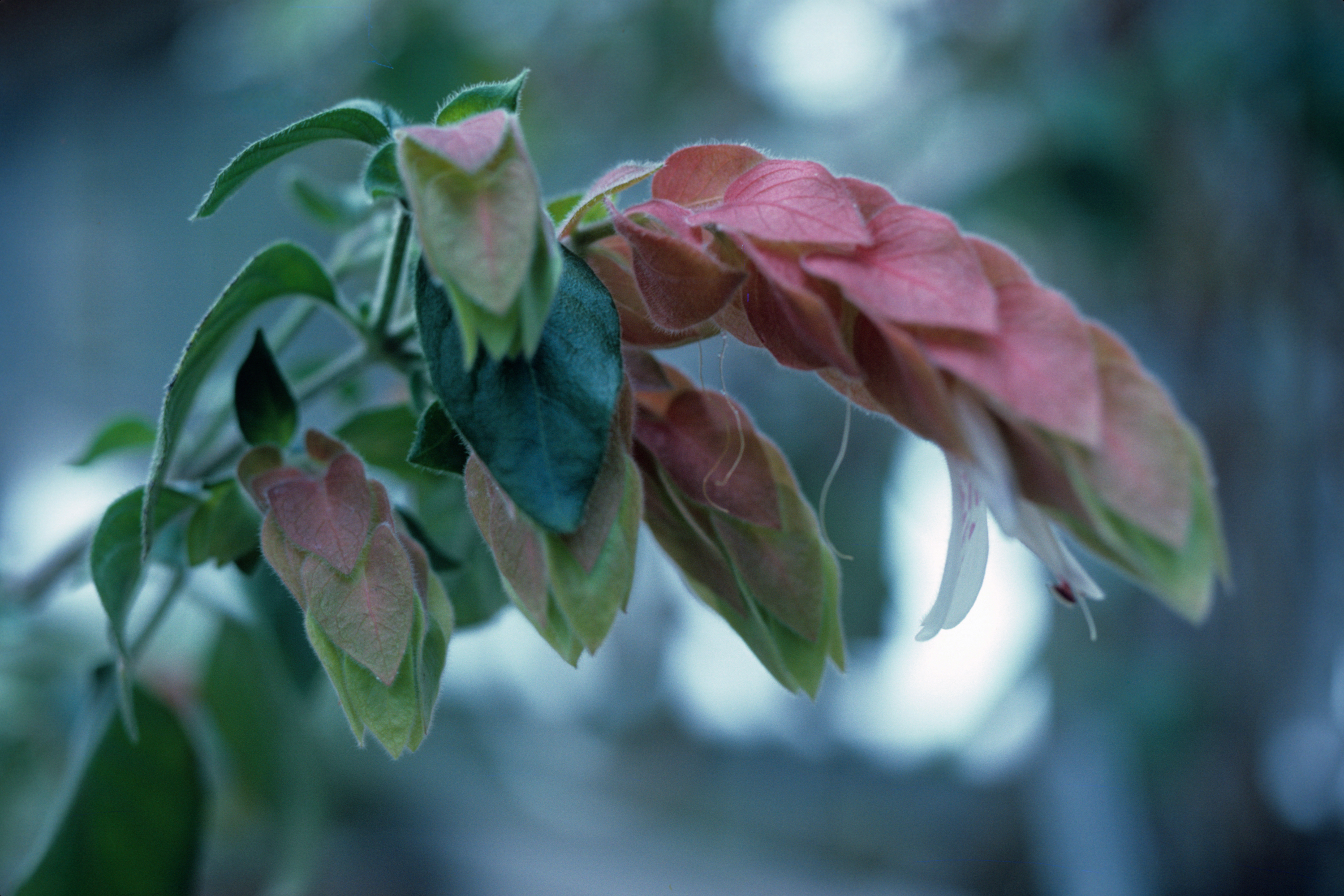
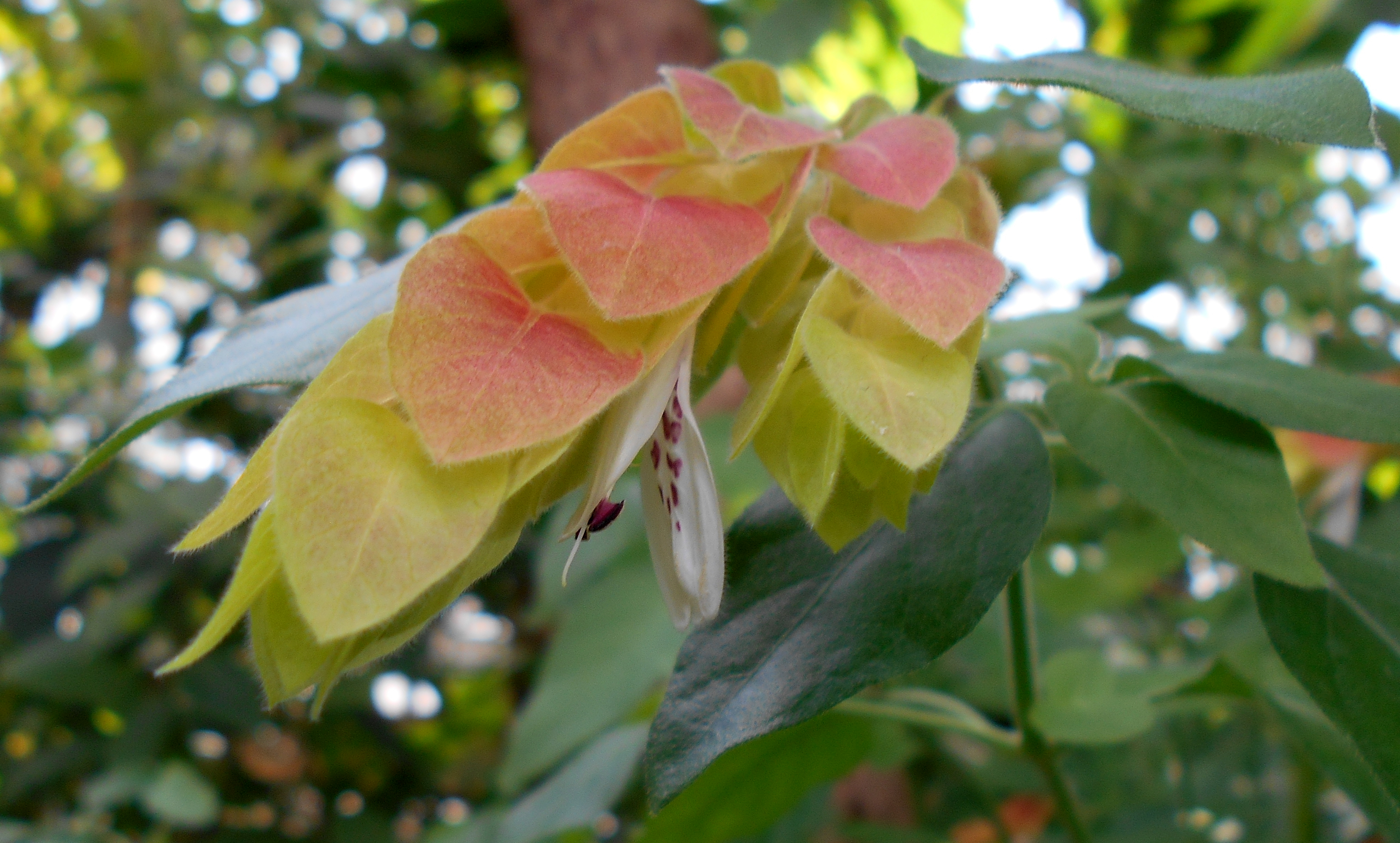
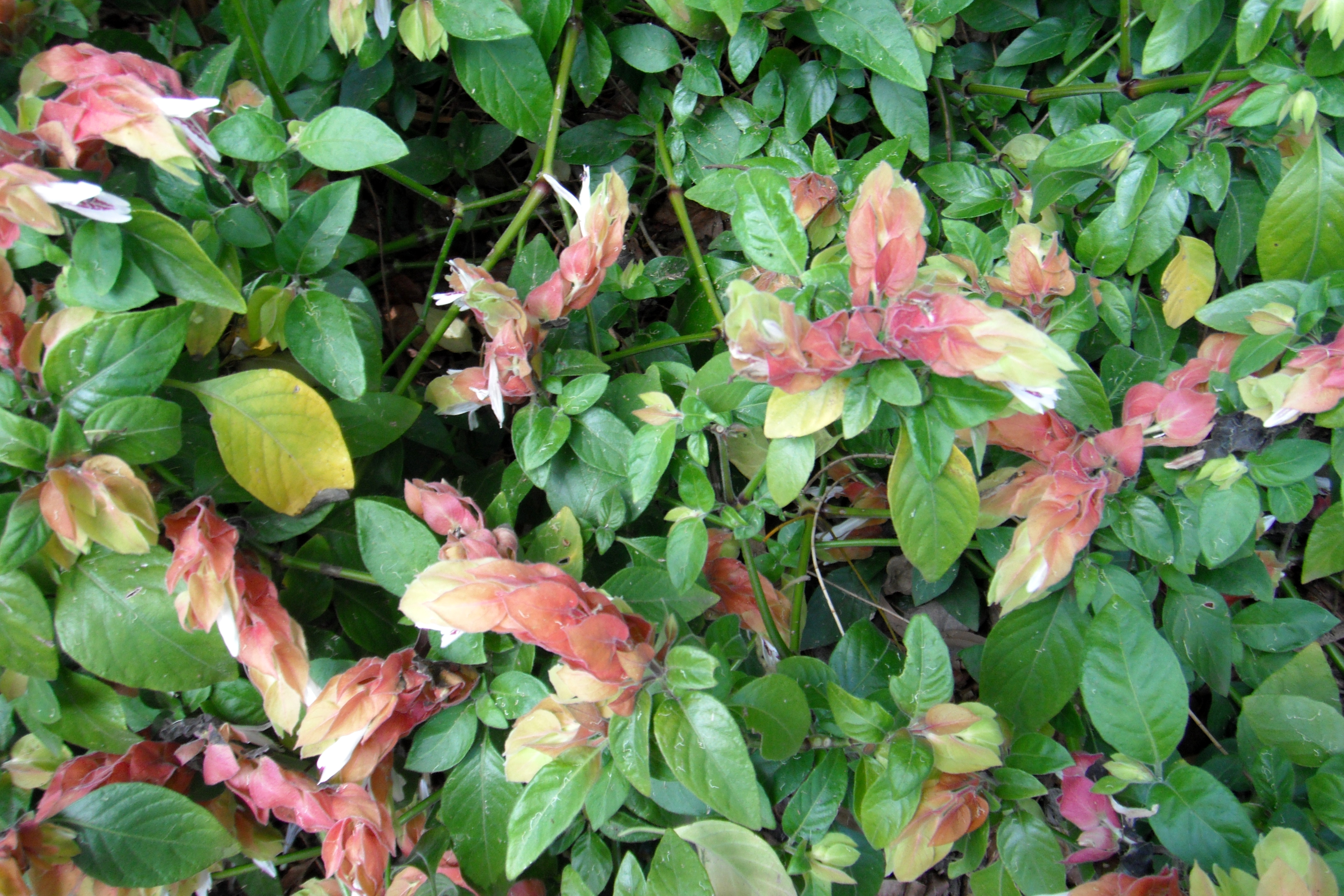